# Haania lobiceps
Haania lobiceps es una especie de mantis de la familia Thespidae.

## Distribución geográfica
Se encuentra en Malasia, Sumatra, Java y Borneo.